# Brian Herbinson
Brian Herbinson,  né le 25 novembre 1930 à Ballymena et mort le 30 août 2022 à Aurora (Ontario), est un cavalier canadien.

## Biographie
Brian Herbinson dispute l'épreuve du concours complet par équipes aux côtés de Jim Elder et John Rumble aux Jeux olympiques d'été de 1956 de Melbourne et remporte la médaille de bronze.